# 古川利彦
古川 利彦（ふるかわ としひこ、1940年（昭和15年）3月26日 - 2018年（平成30年）7月6日）は、日本の実業家、ソディック創業者。自ら創業したソディックを一代で放電加工機の世界大手企業に育てあげた。

## 来歴
岡山県倉敷市の出身。東京電機大学電機学校卒業後。1976年（昭和51年）8月株式会社ソディック創業と同時に代表取締役社長に就任。1990年（平成2年）6月株式会社ソディック代表取締役会長に就任。2003年（平成15年）2月株式会社ソディックハイテック取締役会長に就任。2013年（平成25年）3月、母校の東京電機大学から名誉博士の称号を授与される。
2015年（平成27年）4月旭日小綬章を受章。2018年（平成30年）3月株式会社ソディック代表取締役名誉会長に就任。高精度製品の製作に欠かせない放電加工機の研究・開発に従事し、手がけた製品は放電加工機やリニアモーター、セラミックスなど完成品から部品、素材分野など広範囲に及ぶ。

## 人物
一代で多数の製品を開発・事業化した経営者はそう多くはない。その背景には「日本には資源がないので、技術開発を怠れば国は滅びる」という故岡崎嘉平太の教えが礎となった。また、製造業の多くは設計や開発部門を重要視し、サービス部門を軽視しがちだが、「サービスこそが１番大事」として、生涯これを貫いた。発明人生の後半は、何度か命を脅かされる病との闘いが伴ったが、不屈の精神力で克服。健康になると、好きなゴルフを楽しんだ。６回程ホールインワンを達成したが、自慢することはなく、下手なゴルファーと一緒でも決して傷つけることなく、思いやる、優しい人だったという。実際、古川の人柄にひかれ、多くの経営者が集まった。